# Hank Marvin
Hank B. Marvin, nascido Brian Rankin (Newcastle upon Tyne, 28 de outubro de 1941) é um músico e líder da banda britânica The Shadows.
Os Shadows são considerados a banda britânica mais influentes antes da era Beatles.
Quando jovem, ele tocava banjo e piano, mas depois de ouvir uma das músicas Buddy Holly, trocou-os pela guitarra. Aos 16 anos ele viajou com seu amigo Bruce Welsh para Londres, aonde conheceu Cliff Richard no Two I's Coffee Bar. Tinha início sua carreira de guitarrista.
Em 1988, colaborou com o o tecladista francês Jean Michel Jarre na faixa London Kid, do álbum Revolutions, e fazendo uma participação especial no concerto Destination Docklands, no Real Victoria Dock, Londres, nos dias 8 e 9 de outubro do mesmo ano.
Embora nem Marvim nem os Shadows sejam bem conhecidos nos Estados Unidos, eles foram citados por Frank Zappa como a principal influência de seu primeiro álbum Mothers of Invention.
Ele nasceu Brian Robson Rankin. Escolheu o nome Hank Marvin quando estava a iniciar uma carreira musical. O nome é uma amálgama da sua alcunha de criança Hank, que ele usava para se diferenciar de vários amigos que também se chamavam Brian, e Marvin Rainwater, um cantor de música Country e Western.
Quando Marvin tinha 16 anos, ele fez uma viagem a Londres com o seu amigo de escola Bruce Welch, onde conheceu Johnny Foster, o agente de Cliff Richard, no 2i's Coffee Bar no Soho.
Foster estava a procurar um guitarrista para a próxima digressão de Cliff Richard no Reino-Unido e Marvin concordou em juntar-se à banda desde que houvesse também lugar para Welch. Na verdade, Foster estava à espera do guitarrista Tony Sheridan no 2i's, mas por acaso encontrou Marvin. Marvin e Welch juntaram-se aos The Drifters, nome pelo qual era chamado o grupo de Cliff Richard, na altura, iniciando as suas carreiras como guitarristas profissionais.
Marvin conheceu Cliff Richard pela primeira vez junto a um alfaiate perto do bairro de Soho, onde Richard estava a receber uns ajustes no seu fato de palco cor de rosa. Eles tinham o seu primeiro ensaio na casa dos pais de Cliff em Cheshunt.

## Vida pessoal
Marvin viveu numa zona de colinas acima da cidade de Perth, no Oeste da Australia desde 1986 mas recentemente mudou-se para um apartamento luxuoso localizado a Oeste de Perth. Ele é da religião Testemunhas de Jeová. Marvin gere um estúdio de gravação bem famoso: os Nivram Studios (parte dos Sh-Boom Studios na Rua Tiverton geridos por Trevor Spencer e Gary Taylor).